# Franjevački samostan i crkva na Skalicama u Omišu
Franjevački samostan i crkva na Skalicama, samostan i crkva u gradiću Omišu, Put Skalica 16, zaštićeno kulturno dobro.

## Opis dobra
Franjevački samostan i crkva na Skalicama u Omišu sagrađeni su u doba baroka početkom 18. st. kad su pred turskom opasnošću franjevci 1715.g. napustili samostan u Prološcu u imotskom kraju i nastanili se u Omišu. Uz zgradu samostana 1770 g. podignuta je crkva Gospe od Karmela. Vanjština joj se nije s vremenom mijenjala, ali u razdoblju od 1907. – 1909. g. znatno joj je preuređena unutrašnjost. Zajedno sa zbirkom umjetnina i okolnim vrtovima čine jedinstvenu kulturno-historijsku i umjetničko-urbanističku cjelinu. Spomenik se nalazi na istaknutom turističkom punktu i uklapa se u ljepotu omiškog krajolika. Zbirka umjetnina ima dvadeset baroknih predmeta, te stari arhiv i biblioteku.

## Zaštita
Pod oznakom Z-5126 zavedeni su kao nepokretno kulturno dobro - pojedinačno, pravna statusa zaštićena kulturnog dobra, klasificirano kao "sakralne građevine".